# Maurice Ndour
Pour les articles homonymes, voir Ndour.
Maurice Ndour, de son nom complet Maurice Daly Ndour, né le 18 juin 1992 à Sindia au Sénégal, est un joueur international sénégalais de basket-ball évoluant aux postes d'ailier fort et pivot.

## Biographie
Ndour joue pour les Bobcats de l'Ohio en NCAA avec lesquelles il termine sa carrière universitaire en tant que Senior après une défaite contre Western Michigan lors du 1er tour du tournoi de la Mid-American Conference (MAC) le 9 mars 2015. Avant de rejoindre les Bobcats pour l'année Junior, il effectue ses années Freshman et Sophomore à Monroe College en NJCAA. Ndour a également joué pendant 3 ans avec l'équipe de basket-ball du lycée Okayama Gakugeikan au Japon.
Le 23 juillet 2015, il est testé par les Mavericks de Dallas. À la suite d'une blessure contractée lors de la Summer League, une fracture de fatigue au pied gauche, il n'est pas conservé par Dallas. 
En décembre 2015, il est recruté par le Real Madrid en Espagne.
En juillet 2019, Ndour quitte l'UNICS Kazan et rejoint le Valencia BC avec lequel il signe un contrat d'un an,.
En octobre 2020, Ndour signe un contrat d'un an avec le club lithuanien Lietuvos rytas.

## Palmarès
- Meilleur défenseur de la VTB United League en 2019